# Українська соціал-демократична партія (1899)
Українська Соціал-Демократична Партія (УСДП) — українська соціалістична партія в Західній Україні у 1899—1939 рр.
- 1899–1918 рр. діяла у Галичині й Буковині у складі Австро-Угорської імперії як автономна секція Соціал-демократичної робітничої партії Австрії;
- 1918–1919 — самостійна партія в ЗУНР;
- 1919–1924, 1929–1939 рр. — самостійна партія в західноукраїнських землях у складі Польської республіки та еміграції.

Ідеологія УСДП базувалася на принципах соціал-демократії, зокрема австромарксизму, а також на ідеї незалежності й соборності України. УСДП спиралась на промислових і сільськогосподарських робітників. Значного впливу в суспільно-політичному житті Західної України не мала. 

## Історія

### 1896—1918рр.
УСДП була заснована 17 вересня 1899 р. на партійній конференції у Львові колишніми членами Української Радикальної Партії: Ю. Бачинським, С. Вітиком, М. Ганкевичем, Я. Остапчуком, А. Шміґельським, Р. Яросевичем та ін., які відкололися від неї та утворили Українську Соціал-Демократичну Партію Галичини і Буковини.  

Перша спроба утворення УСДП відбулась ще раніше. У вересні 1896 р. М. Ганкевич разом з іншими членами УРП скликали таємні збори українських робітників у Львові, на яких було вирішено заснувати українську соціал-демократичну партію та видавати окрему робітничу газету українською мовою латинським шрифтом. 17 вересня 1896 р. був виданий «Поклик до робітників русинів», який повідомляв про намір створити окрему, українську, соціал-демократичну партію . Ініціаторами її утворення були Іван Франко, Михайло Павлик, Микола Ганкевич та ін. 1 січня 1897 р. розпочав виходити друкований орган українських соціал-демократів — газета «Robitnyk» (українською мовою в латинській транскрипції) (видавець — І. Глинчак, редактор — М. Ганкевич). У програмній статті «Наші сили» редакція газети заявила, що УСДП належить до Соціал-демократичної робітничої партії Австрії та стоїть на її Гайнфельдській програмі 1889 р. Окремо відзначено, що для нас русинів-українців тим симпатичніший прапор соціал-демократії, що на нїм видніється знамя національної свободи. Однак спроба утворення УСДП у 1896—1897 рр. закінчилася невдачею: організаційний комітет через політичні розбіжності розпався, також вийшло всього шість номерів газети «Robitnyk».

Членами УСДП була невелика група інтелігенції, під впливом якої перебувала незначна частина робітників і студентів, а також селянство окремих повітів Галичини. Її засновники і лідери М. Ганкевич та С. Вітик були також членами Польської  соціал-демократичної партії Галичини і Сілезії (ППСДГС), займали керівне становище в обох партіях. А тому практично весь промисловий пролетаріат краю, незалежно від національної приналежності, перебував у сфері інтересів польських соціал-демократів.

Під впливом УСДП перебувала у 1900–1903 рр. напівлегальна молодіжна організація «Молода Україна». 1902 р. УСДП і «Молодої України» у співпраці із іншими українськими політичними партіями Галичини (УНДП, УРП) організували та провели селянський страйк.

І з'їзд (конгрес) УСДП відбувся 21–22 березня 1903 р. у Львові під проводом М. Ганкевича і С. Вітика. З'їзд ухвалив програму СДРПА, прийняту на її Брюнському 1899 р. та Віденському 1901 р. конгресах.

На цьому з'їзді до УСДП увійшла група колишніх членів «Молодої України»: В. Старосольський, В. Темницький, В. Левинський, Л. Ганкевич та ін. Прихід до партії радикально налаштованих лідерів студентського руху призвів до появи її «молодого» крила, що поставило собі за мету звільнити партію з-під впливу польської соціал-демократії, перетворити її на самостійну. Група «молодих» в УСДП виступили за кардинальну зміну тактики, активну роботу з організації українського робітництва, припинення його полонізації під егідою ППСДГС.

1903–1904 pp. в розвитку УСДП спостерігався застій.

На парламентських виборах 1907 р. отримала близько 29 тис. голосів (8% відданих за українські партії) і 2 посольські мандати (С. Вітик і Я. Остапчук).

З 1907 р. УСДП одержала 2 постійні місця на конгресах II Інтернаціоналу у складі австрійської делегації.

14–15 березня 1909 р. — III з'їзд УСДП.

На 1911 р. налічувала 1366 членів і мала місцеві комітети в 13 містах. На виборах 1911 здобула близько 25 тис. голосів (у тому числі З тис. на Буковині) і один посольський мандат (С. Вітик). М. Гаврищук став послом буковинського сейму.

Партійно-просвітнє товариство «Воля» мало 13 філій.

3–4 грудня 1911 р. на IV з'їзді УСДП у Львові через розбіжності з питань тактики щодо польської соціал-демократії розкололась на «централістів» (М. Ганкевич, С. Вітик, Т. Мелень та ін.) і «автономістів» (В. Левинський, Л. Ганкевич, П. Буняк, І. Квасниця та ін.).

1–2 березня 1914 р. на V з'їзді УСДП відбулося примирення обох фракцій: «централістів» і «автономістів». Єдність партії було відновлено.

УСДП підтримувала зв'язки з соціал-демократичним рухом Наддніпрянщини.

У роки Першої світової війни співпрацювала з Союзом визволення України, взяла участь у заснуванні й діяльності Головної Української Ради, пізніше — Загальної Української Ради.

### 1918—1919рр.
Делегатами УНРади ЗУНР–ЗО УНР від УСДП були: Бірчак Володимир, Бойкович Микола, Ганкевич Микола, Калинович Іван, Крупа Осип, Кулицький Роман, Лісковацький Іван, Маріяш Григорій, Скибінський Рудольф, Чарнецький Антін. У першому уряді ЗУНР УСДП мала свого представника (А. Чернецького — державного секретаря праці й суспільної опіки), але у грудні 1918 р. вийшла з коаліції. З січня 1919 р. перебувала в опозиції до уряду ЗУНР. Мала визначальний вплив на діяльність Селянсько-робітничого союзу.

УСДП підтримувала соціалістичний уряд Директорії УНР. У 1919–1920 р. входила до уряду УНР (В. Темницький, Й. Безпалко, В. Старосольський, С.Вітик.

### 1919—1939рр.
1921 р. перейшла на платформу радянської влади в Україні й поставилася негативно до закордонного уряду ЗУНР. У січні 1922 р. вимогу возз'єднання західноукраїнських земель з УСРР. Цей курс зміцнився приходом до УСДП кількох послів з Волині. 18 березня 1923 р.  — VI з'їзд УСДП ухвалив перехід на комуністичну платформу, усунув з проводу М. і Л. Ганкевичів, В. Старосольського, П. Буняка, І. Квасницю та ін. На 1923 р. УСДП налічувала 4,2 тис. членів.

30 січня 1924 р. УСДП заборонена польською владою, тоді ж польська адміністрація ліквідувала газети «Вперед», «Земля і Воля» та місячник «Нова Культура». Частина членів УСДП приєдналася до Комуністичної партії Західної України, а 4 члени польського сейму від УСДП (А. Пащук, X. Приступа, Й. Скрипа, Я. Войтюк) вступили у комуністичну посольську фракцію.

«Права» фракція УСДП згуртувалася навколо культурно-освітнього товариства «Робітнича Громада» й оформилася як група «Вперід» під проводом Л. Ганкевича.

Процес поступової відбудови партії остаточно завершив з'їзд 8–9 грудня 1928 р.  — VI (VII) з'їзд УСДП у Львові.

УСДП брала участь у спробах консолідації національно-державницького табору, засудила політику «нормалізації», виступила проти диктатури фашизму і комунізму (конгреси партії у Львові — 4 березня 1934 р. і 17 жовтня 1937 р. У 1930-их роках УСДП організаційно була дуже слабкою і помітної ролі у політичному житті не відігравала.
1937 р. головою УСДП обрано В. Старосольського.
У міжвоєнний період УСДП брала участь у роботі II Інтернаціоналу.
Припинила діяльність на початку Другої світової війни у вересні 1939 р.
В еміграції 1950 р. колишні члени УСДП створили з іншими соціалістичними групами Українську Соціалістичну Партію.

## З'їзди (конгреси) УСДП
- 21–22 березня 1903 р. — I з'їзд
- 27–28 січня 1906 р. — II з'їзд УСДП
- 14–15 березня 1909 р. — III з'їзд
- 3–4 грудня 1911 р. — IV з'їзд
- 1–2 березня 1914 р. — V (об'єднавчий) з'їзд
- 18 березня 1923 р.  — VI з'їзд
- 8–9 грудня 1928 р.  — VI (VII) з'їзд
- 4 березня 1934 р.  — VII (VIII) з'їзд
- 17 жовтня 1937 р.  — VIII (IX) з'їзд

## Голови УСДП
- 1–й голова Ганкевич Микола — 1899—1914.
- 2–й голова Темницький Володимир — 1914—1920.
- в. о. голови Ганкевич Лев — 1920—1922.
- в. о. голови Кушнір Іван — 1922—1923.
- 3-й голова Панас О. — 1923-1924.
- 4–й голова Ганкевич Лев — 1928—1937.
- 5–й голова Старосольський Володимир — 1937—1939.

## Преса УСДП
Центральні органи УСДП:
- 1900—1907 рр. — двотижневик «Воля».
- 1906—1912 рр. — «Земля і воля».
- 1911—1913 рр.  — «Вперед».
- 1914 р.  — «Праця».
- 1918—1922, 1924 рр. — «Вперед».
- 1919—1920, 1922—1924 рр. — «Земля і воля».
- 1926—1928 рр. — «Вперід».
- 1929, 1931, 1933—1934 рр. — «Вперед».
- 1938—1939 рр. — «Робітничий голос».